# زلزال بلاد الشام 92 ق.م.
زلزال بلاد الشام 92 ق.م. هو زلزال ضرب منطقة بلاد الشام في عام 92 قبل الميلاد في، وبحسب ما ورد في عدد من المصادر التاريخية وفهارس الزلازل فقد حدث الزلزال متبوعًا بموجات تسونامي أثرت على أجزاء من الأراضي الواقعة في جزيرة قبرص ومصر وبلاد الشام.